# Francesco Procopio dei Coltelli
Francesco Procopio dei Coltelli, (Palerm o Aci Trezza, 9 de febrer de 1651 - París, 10 de febrer de 1727), conegut a França amb el sobrenom de Le Procope, va ser un cuiner sicilià, reconegut com el pare del gelat. A més, va fundar el 1686 la que és la cafeteria més antiga de París, el Café Procope, notable reducte literari que va atreure nombroses personalitats de el món de les lletres, les arts i la política com Maximilien de Robespierre, Georges Jacques Danton, Jean-Paul Marat, Voltaire, Denis Diderot, Honoré de Balzac o Victor Hugo.

## Biografia
Algunes fonts afirmen que va néixer a Aci Trezza, Catània, a prop del volcà Etna. D'altres afirmen que va néixer a Palerm, teoria que s'ha vist reforçada per un certificat de baptisme que es troba en els arxius parroquials de l'església de Sant Hipòlit. Aquest document mostra que el seu primer nom és Francesco i el seu cognom és «Cuto», no «Couteaux», que significa «ganivets» en francès. Cuto és un típic cognom sicilià. Una tercera possibilitat és que nasqués prop de Palerm i visqués a Aci Trezza durant un temps.
El cognom de «dei Coltelli» el va rebre del francès, ja que van confondre el seu cognom sicilià «Cuto», el qual és homòfon a «couteaux«. «Coltelli» significa «ganivets» en italià. Llavors, traduint a l'italià seria Francesco Procopio dei Coltelli', el nom pel qual se'l coneix.
Es va casar amb Marguerite Crouin el 1675 a l'església de Sant Sulpici de Parsís. Van tenir vuit fills durant el seu matrimoni, abans que Cuto envidués.
Francesco Procopio Cuto jugava amb la neu durant la seva infantesa. La neu es barrejava amb sucs de fruita i mel, per fer un tipus de sorbet. Aquest precursor del gelat era menjat tant pels aristòcrates com pels camperols. Així li sorgí la idea de desenvolupar el gelat. Va començar treballant de pescador com el seu pare Onofrio. El seu avi, Francesco, també era pescador a Aci Trezza, i construïa màquines refrigerants per fer gelat en el seu temps lliure. Francesco va llegar aquest invent a Procopio com a herència, realitzant aquest diverses millores. Quan va sentir que la màquina estava a punt per a la producció de gelat a gran escala i es va decidir a promoure el producte, va abandonar Sicília i va anar a França.
Cuto va adquirir els coneixements culinaris, probablement a Florència o Palerm en el seu viatge cap a França. Va arribar a París el 1670 o 1674. Es va unir a el gremi de distillateurs-limonadiers i es va formar com a aprenent amb l'immigrant armeni Pascal, que tenia una botiga al carrer de Tournon on venia refrescos de llimonada i cafè. El negoci de Pascal no va reeixir, i va emigrar a Londres el 1675 deixant la botiga a Cuto, qui més tard es va mudar al carrer des Fossés Saint Germain.
Abans que Cuto arribés a França existien altres cafès, tot i que llavors no s'anomenaven així. El 1686, va obrir el cafè Le Procope, a partir de la versió francesa del seu nom. Era considerat un «antre» perquè el seu interior era fosc. Procopio va comprar una sauna, i els seus accessoris (canelobres de vidre, miralls de paret, taules de marbre, etc.) van ser retirats i instal·lats al seu cafè, elements que ara són l'estàndard dels cafès moderns europeus.
Cuto havia après al voltant de 1680 com fer una beguda de gel i llimona usant sal pera rebaixar-ne la temperatura i mantenir-la freda més temps. Va obtenir una llicència reial especial de Lluís XIV de França per a vendre una varietat de refrescos amb espècies, begudes gelades d'ordi, anís, taronja, canyella, i la seva versió millorada del gelat italià amb llimona i taronja. Més endavant, va afegir el cafè a la seva llista de begudes i l'establiment es va convertir en una cafeteria. Va introduir el gelat italià al seu cafè i va ser un dels primers a vendre aquest producte directament al públic, servint-lo en petits bols de porcellana.
Va obtenir la ciutadania francesa el 1685. Es va casar en segones núpcies el 1696 i va tenir cinc fills més amb Anne Françoise Garnier. Es va casar per tercera vegada a l'edat de 66 anys, el 1717, amb Julie Parmentier i va tenir un altre fill.